# Karl Stöhr (Architekt)

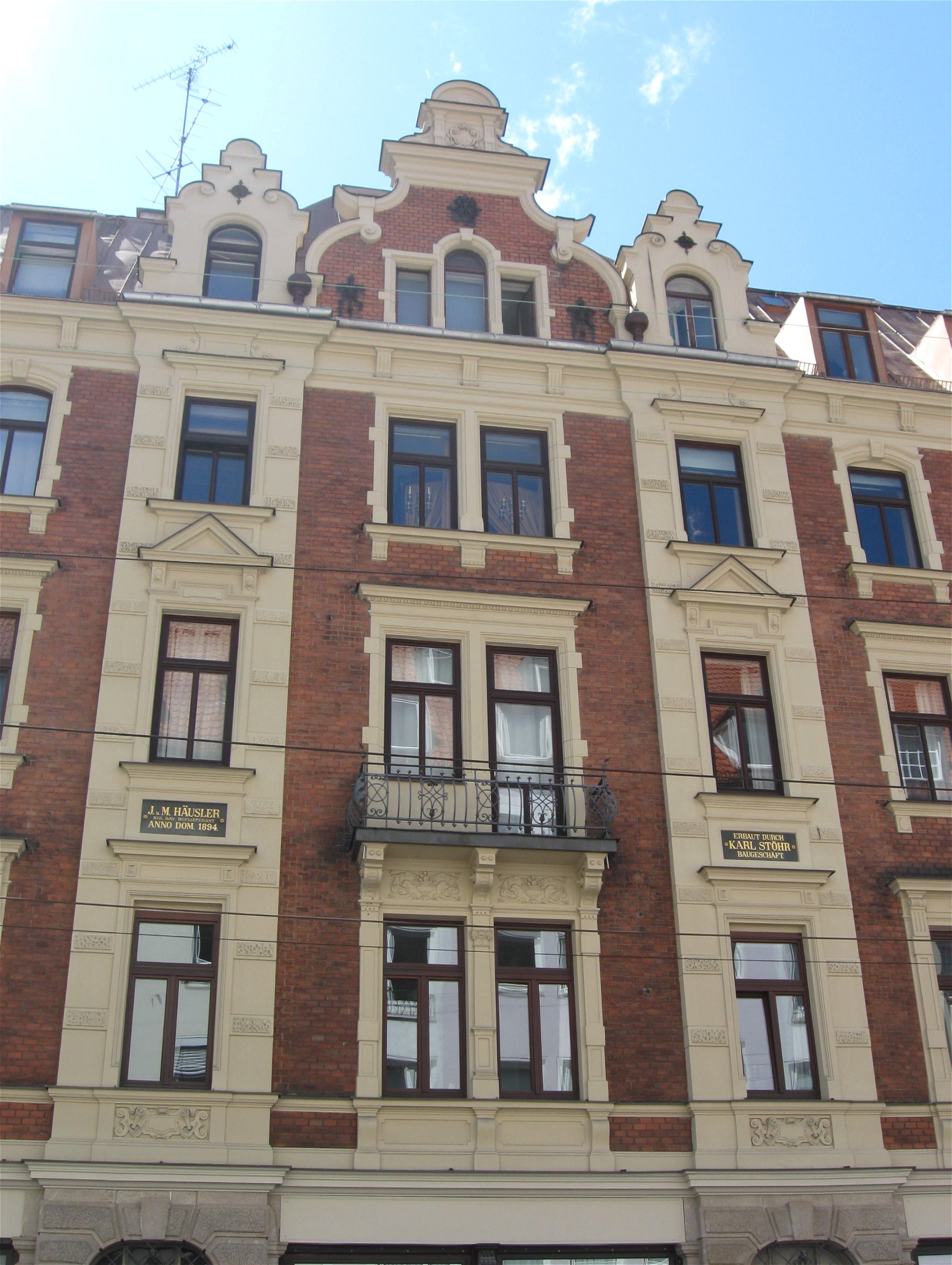
Thierschstraße 20; München, Mietshaus, in Backstein-Neurenaissance, reich gegliedert, von Karl Stöhr (1894)

Karl Stöhr, auch Carl Stöhr, (* 21. Mai 1859 in Hohenberg an der Eger; † 14. Oktober 1931 in Nesselwängle) war ein deutscher Architekt und Bauunternehmer.

## Leben
Karl Stöhr gründete 1885 die Bauunternehmung Karl Stöhr, aus ihr ging 1936 die Südhausbau als Tochtergesellschaft hervor. Die Südhausbau war die erste private Wohnungsbaugesellschaft Bayerns und ist bis heute in Familienbesitz.
Stöhr wurde 1925 der Ehrentitel Geheimer Kommerzienrat verliehen.
Karl Stöhr starb im Alter von 72 Jahren.

## Grabstätte
Die Grabstätte von Karl Stöhr  befindet sich auf dem Münchner Waldfriedhof (Grabnr. 121-W-15).

## Namensgeber für Straße
Nach Karl Stöhr  wurde 1956 in München im Stadtteil Solln (Stadtbezirk 19 – Thalkirchen-Obersendling-Forstenried-Fürstenried-Solln) die Stöhrstraße benannt.

## Bauten
Da Karl Stöhr sowohl als Architekt als auch als Bauunternehmer tätig war, ist bei vielen Bauprojekten nicht eindeutig zu klären, ob er als künstlerischer Entwurfsurheber gelten kann.
- 1895–1896: Wohn- und Geschäftshaus-Paar in München, Pfisterstraße 9/11 (zusammen mit Hans Grässel, unter Denkmalschutz)
- 1896: Deutsches Theater in München, Schwanthalerstraße 13 (zusammen mit Alexander Blum und Josef Rank)
- 1896: Wohn- und Geschäftshaus in München, Maximiliansplatz 19 (unter Denkmalschutz)
- 1898: Geschäftshaus in München, Müllerstraße 42 (unter Denkmalschutz)
- 1900: Mietshaus in München, Hans-Sachs-Straße 1
- 1903: Mietshaus in München, Mannhardtstraße 4 (zusammen mit Michael Heitzer und Ernst Günther, unter Denkmalschutz)
- 1907: Regina-Palast-Hotel in München, Maximiliansplatz 5[5]
- 1909–1910: Ballin-Haus in München, Promenadeplatz 9 (zusammen mit Gustav von Cube, unter Denkmalschutz)
- 1909–1910: Wohn- und Geschäftshaus in München, Burgstraße 6 (unter Denkmalschutz)
- 1910: Wohnhaus für Alfred Walter Heymel in München, Poschingerstraße 5
- 1911–1912: Café Fürstenhof in München, Neuhauser Straße 33 (unter Denkmalschutz)
- 1912: Geschäftshaus in München, Schwanthalerstraße 57
- 1913–1914: Geschäftshaus in München, Kaufingerstraße 14/16 (unter Denkmalschutz)
- 1914–1916: Neues Kurhaus Aachen, Wandelhalle, Badehaus und Kurhotel „Aachener Quellenhof“ (unter gestalterischer Beratung durch Theodor Fischer)
- 1915: Hotel Rosengarten (heute Smart Stay Hotel Station) in München, Schützenstraße 7 (unter Denkmalschutz)
- 1925–1927: Ludwig-Richter-Höfe in München, Agnes-Bernauer-Straße 1–7 (ungerade Nrn.), Lautensackstraße 6–16 (gerade Nrn.), Ludwig-Richter-Straße 20, 22, 24 und Schedelstraße 1–12, 14 (unter Denkmalschutz)